# Caroline Combes
Pour les articles homonymes, voir Combes.
Caroline Combes, née le 4 mai 1972, est une comédienne française spécialisée dans le doublage. Elle est également chanteuse au sein du groupe Arom.
Elle l'interprète également les génériques des dessins animés comme : Ni Hao, Kai-Lan ou Bravo Gudule.

## Biographie
Caroline Combes suit une formation très complète. Elle obtient un DEA d'études théâtre à l'Université Paris-VIII en même temps qu'elle suit des cours avec Jack Waltzer et Jack Garfein à l'Actors Studio. Elle passe ensuite huit mois à l'Académie des arts de Minsk. En parallèle elle joue dans de nombreux courts métrages, double quelques séries télévisées et continue de mettre en pratique ses enseignements sur les planches en participant notamment en 2005 au Festival de l'Aria sous la direction de Robin Renucci où elle décroche le rôle principal de la pièce de Racine, Iphigénie[source insuffisante]. En plus d'être actrice Caroline Combes est la chanteuse du groupe de pop-rock, Arom, depuis 2002. Le premier album de celui-ci, Jardin d'Eden sort en 2002 et leur permet de s'engager pendant deux ans dans une tournée en France, en Suisse, en Allemagne, en République tchèque, en Bulgarie, en Ukraine et en Bosnie. Leur deuxième album Arom sort en 2012, uniquement sur les plateformes de téléchargement.

## Théâtre
- Indépendence de Lee Blessing, mise en scène de C. Wasley
- La Demande en mariage d'Anton Tchekhov, mise en scène d'Andreï Savchenko
- La Mouette d'Anton Tchekhov, mise en scène de Sergueï Tarassiouk
- 2005 : Milarepa d'Éric-Emmanuel Schmitt, mise en scène de Sharmila Roy : une déesse indienne
- 2005 : Iphigénie de Michel Azama, mise en scène de Carole Rivière : Iphéginie
- 2005 : As You Like It de William Shakespeare, mise en scène d'Andrew Visnevski
- 2009 : L'Appât du gain de Stéphane Duguin, mise en scène de Txema
- 2010 : Vélo bobo de Christophe Ferré, mise en scène d'Anthony Rivoire
- 2010 : Et voici Paul de Tarse écrit et mis en scène par Maria Munk
- 2011 : Le Chat botté écrit et mis en scène par Maritoni Reyes, d'après Patrick Rambaud
- 2011 : Le Jeu de l'amour et du hasard de Pierre Carlet de Chamblain de Marivaux, mie en scène de Benjamin Lousse : Sylvia
- Dérapage contrôlé de Marie Lafragette, mise en scène d'Aubry Houillez : Émilie Roquette

## Filmographie
- Divine Comédie Inc. de Paul Colonna d'Istria
- La Preuve par l'œuf de Frederik Deveux
- À cause des feuilles de Paul Colonna d'Istria
- Vengeance (court métrage)

- La Fin d'un Rêve (court métrage) de Vicente Olas
- 2000 : The New Bonds de Mike Öpuvty
- 2006 : Heartless (court métrage) de Francisco Tuesta
- 2007 : Un tueur sans cible d'Adrien Bonnemaison
- 2007 : Le Déclic (court métrage)|Le Déclic de Muriel Dupuy
- 2008 : Déviation (court métrage) de Boris Szames
- 2008 : Faute de goût de Mike Öpuvty : Lisandre
- 2008 : The Crow Crows, Mother Cought, and I Feel... de Wanmin Lee
- 2008 : Truth or Dare de Roman Kantor
- 2010 : Salle d'attente (court métrage) d'Hugo Alexandre : Aurore

## Doublage
Sources : Anime News Network, Planète Jeunesse, Doublage Séries Database

### Cinéma

#### Films
- 2000 : The Patriot : Le Chemin de la liberté : ? (?)
- 2007 : Boogeyman 2 : Laura Porter (Danielle Savre)
- 2013 : Ni repris ni échangé : Maggie (Lorelto Peralta)
- 2013 : Contracted : Nancy Williams (Caroline Williams)
- 2014 : The Prince : Rachel (Didi Costine)
- 2019 : Always Be My Maybe : Jenny, la petite amie de Marcus (Vivian Bang)

#### Films d'animation
- 1989[note 1] : Le Petit Dinosaure et la Vallée des merveilles : Becky
- 2000 : Le Petit Dinosaure : La Pierre de feu : Becky
- 2000 : Chicken Run : Foulard (doublage télé)
- 2001 : La Trompette magique : Ella
- 2001 : Le Petit Dinosaure : La Pluie d'étoiles glacées : Becky
- 2002 : Le Petit Dinosaure : Mo, l'ami du grand large : Becky
- 2003 : Le Petit Dinosaure : Les Longs-Cous et le Cercle de lumière : Becky
- 2005 : Final Fantasy VII Advent Children : Yuffie Kisaragi
- 2005 : Les Petits Einstein : Notre Grande Super Aventure (en) : Annie
- 2005 : Le Petit Dinosaure : L'Invasion des Minisaurus : Becky, Dusty
- 2006 : Le Petit Dinosaure : Le Jour du grand envol : Becky
- 2007 : Un été avec Coo : Hitomi Uehara
- 2007 : Tom et Jerry casse-noisettes : Mitsou
- 2007 : Le Petit Dinosaure : Vive les amis : Becky
- 2009 : Yona, la légende de l'oiseau-sans-aile : Fées jumelles
- 2009 : Super Garfield : Betty
- 2009 : Eureka Seven: Good Night, Sleep Tight, Young Lovers : Eureka enfant, Gidget
- 2010 : Tom et Jerry : Élémentaire, mon cher Jerry : Nebbles
- 2011 : Bouddha, le grand départ : Migaila
- 2012 : Puella Magi Madoka Magica (films d'animation) : Madoka Kaname
- 2012 : Jewelpet, le film : La Princesse du Royaume des douceurs : Miam
- 2012 : After School Midnighters : Mako
- 2012 : Evangelion: 3.0 You Can (Not) Redo : Midori Kitakami
- 2012 : Fairy Tail, le film : La prêtresse du Phœnix : Lisanna Strauss
- 2013 : The Garden of Words : Satō
- 2013 : Tom et Jerry : Le Haricot géant : Tuffy
- 2015 : Jun, la voix du cœur : Jun Naruse
- 2015 : Hana et Alice mènent l'enquête : Tetsuko « Alice » Arisugawa
- 2016 : Silent Voice : Naoka Ueno, Maria Ishida
- 2017 : Drôles de petites bêtes : voix additionnelles
- 2017 : Tom et Jerry au pays de Charlie et la chocolaterie : Tuffy
- 2017 : Fairy Tail, le film : Dragon Cry : Lisanna Strauss, Swan
- 2019[note 2] : Code Geass: Lelouch of the Re;surrection : Nina Einstein
- 2019 : My Hero Academia: Heroes Rising : Mina Ashido, Himiko Toga, Inko Midoriya
- 2019 : Spycies : voix additionnelles
- 2020[note 3] : Made in Abyss : L'Aurore de l'âme des profondeurs : Rico
- 2021 : Sailor Moon Eternal : Diana
- 2022 : Tom et Jerry au Far West : Tuffy
- 2022 : Tom et Jerry au pays des neiges : Tuffy
- 2023 : Pretty Guardian Sailor Moon Cosmos, le film (en) : Diana, Sailor Phi et Sailor Tin Nyanko
- 2024 : Baki Hanma vs Kengan Ashura : Sayaka Katahara
- 2024 : Overlord: The Sacred Kingdom : Shizu
- 2025 : Looney Tunes : Daffy et Porky sauvent le monde : Pétunia Pig[note 4]

### Télévision

#### Téléfilm
- 2021 : Un Noël chez les Loud : Lisa Loud (Lexi Janicek) et Lily Loud (Charlotte Ann Tucker et Lainey Jane Knowles)

#### Téléfilm d'animation
- 2009 : Super Garfield : Betty

#### Séries télévisées
- Amy Okuda dans :
  - The Guild (2007-2012) : Tinkerballa « Tink » (59 épisodes)
  - Murder (2015-2016) : Catherine Hapstall (11 épisodes)

- 1998-2001 : Star Trek: Voyager : Naomi Wildman (Scarlett Pomers) (16 épisodes)
- 2000 : Dawson : Buzz ( ? )
- 2002-2004 : Le Protecteur : Shannon Gressler (Amanda Michalka) (14 épisodes)
- 2007 : Newport Beach : Lucy (Julia Ling) (saison 4, épisode 11)
- 2007-2008 : Jordan : Monica Lewis (Kristen Combs) (30 épisodes)
- 2010 : Les Tudors : la princesse Elizabeth Tudor (Laoise Murray) (8 épisodes)
- 2012-2013 : Glee : Dottie Kazatori (Pamela Chan) (7 épisodes)
- 2012-2015 : Degrassi : La Nouvelle Génération : Maya Matlin (Olivia Scriven) (114 épisodes)
- 2013 : Hemlock Grove : Alyssa Sworn (Emilia McCarthy) (8 épisodes)
- 2013 : Low Winter Sun : April Geddes (Ryan Destiny) (6 épisodes)
- 2013-2015 : The Walking Dead : Mika Samuels (Kyla Kenedy) (6 épisodes)
- 2014 : The Strain : Emma Arnot (Isabelle Nélisse) (3 épisodes)
- 2014-2017 : Teen Wolf : Lorilee « Lori » Rohr (Lily Bleu Andrew) (6 épisodes)
- 2016 : Scream Queens : Daria « Chanel #8 » Janssen (Riley McKenna Weinstein) (4 épisodes)
- 2016 : Speechless : Jillian (Lukita Maxwell) (4 épisodes)
- 2017-2018 : Ghost Wars : Abigail McGrath-Dufresne (Sarah Giles) (11 épisodes)
- 2017-2019 : The Son : Jeannie McCullough (Sydney Lucas) (20 épisodes)
- 2022 : Les Télétubbies : Po (Rachelle Beinart) (voix)
- depuis 2022 : Une famille vraiment Loud : Lisa Loud (Lexi Janicek) et Lily Loud (August Michael Peterson)
- 2023 : Yu Yu Hakusho : ? ( ? )

#### Téléfilms d'animation
- 2011 : Tom et Jerry et le Magicien d'Oz : Tuffy
- 2016 : Tom et Jerry : Retour à Oz : Tuffy

#### Séries d'animation
- 2000 : Hôpital Hilltop : voix additionnelles
- 2001 : Monsieur est servi : Marron
- 2001 : Fruits Basket : Kisa Sōma, Minne Kuramae
- 2001 : X : Yuzuriha Nekoi
- 2001 : La Légende de Tarzan : Jabari
- 2002-2003 : Cédric : Chen (création de voix - 1re voix, saisons 1 et 2)
- 2003 : Le Nidouille : Nini
- 2003-2004 : Moi Willy, fils de rock star : Alyssa
- 2003-2006 : Baby Looney Tunes : Pétunia Pig
- 2003-2010 : Ikki Tousen : Gentoku Ryūbi[6]
- 2004-2005 : Trotro : Nana (création de voix)
- 2004-2008 : Les Héros d'Higglyville : Twinkle
- 2004-2012 : Bleach : Isane (2e voix), Suzumebachi, Kujo Nozomi, Unagiya, Sogyo no Kotowari
- 2005-2007 : Zoé Kézako : Jeny (création de voix)
- 2005 : Kid Clones : Lili
- 2005[note 5] : Angel Heart : Tomomi
- 2005 : Lilo et Stitch, la série : Fusion Girl #2 (épisode 50)
- 2005-2007 : Bravo Gudule : Gudule et l'interprète du générique (création de voix)
- 2005-2009 : Les Petits Einstein : Annie
- 2006 : Zatchbell : Kolulu, Naomi, Tia
- 2006 : Merci Gudule : Gudule (création de voix)
- 2006-2007 : Panshel : Sheila (création de voix)
- 2006-2008 : Monster Allergy : Elena
- 2006-2008 : Manon : Manon (création de voix)
- 2006-2009 : Kilari : Cobeni Hanasaki et l'interprète du générique (saison 3)
- 2007 : Valérian et Laureline : Ameïcha
- 2007-2008 : Le Petit Dinosaure : Becky
- 2007-2009 : Monster Buster Club : Cathy Smith (création de voix)
- 2007-2011 : Ni Hao, Kai-Lan : Kai-Lan et l'interprète du générique
- 2008-2011 : T'choupi et ses amis : Lalou, Eliot et Bébé Fanny
- 2009 : Pandora Hearts : Sharon Rainsworth et Ada Vessalius enfant
- 2009 : K-ON! : Ui Hirasawa
- 2009-2011 : Marsupilami : Houba ! Houba ! Hop ! : Prune (création de voix, saisons 3 et 4)
- 2009-2019 : Fairy Tail : Aries, Frosch, Lisanna Strauss, Dimaria Yesta, Zera, Lyra, Lucky Olietta, Aska, Plue, Raki, Mini et Daphné
- 2010 : Commandant Clark : Sylvie (création de voix)
- 2010[note 6] : Digimon Fusion : Cutemon, Chibitortomon, Chibikamemon, Laylamon, Beastmon, Lilamon, maman de Cutemon, Sparrowmon (saison 2), Pickmonz, Ladydevilmon, Ballibeastmon
- 2010-2013 : Bakuman : Mina Azuki
- 2010-2011 : Black Lagoon (OAV) : Fabiola, Shenhua (2e voix)
- 2011-2014 : Looney Tunes Show : Pétunia Pig
- 2011 : Tiger et Bunny : Kaede Kaburagi
- 2011 : Scooby-Doo : Mystères associés : Mary Anne Gleardan
- 2011 : Lulu Vroumette : Ni-Oui (1re voix, saison 1)
- 2011 : Jelly Jamm : Rita
- 2011-2014 : Hunter × Hunter : Mito Freecs, Neferupito, Reina, Aruka, Nanika et Piyon[4]
- 2012 : Beelzebub : Yuka / Baby Beel
- 2012 : Tony et Alberto : Clémentine (création de voix)
- 2013-2016 : T'choupi à l'école : Lalou, Fanny et Victor (création de voix)
- 2013 : Victory Kickoff!! : Suzu
- 2013-2014 : Kill la Kill : Mako Mankanshoku
- 2013-2014 : Monstres contre Aliens : Sqweep
- depuis 2013 : Teen Titans Go! : Rose Wilson, Silkie en papillon (saison 1)
- 2014 : Space Dandy : Adélie / Aletheia
- 2014 : Tenkai Knights : l'institutrice, Beni et Kiro
- 2014 : No Game No Life : Jibril
- 2014 : Sword Art Online : Yui, Verdandi, Nori
- 2014 : Terror in Resonance : Lisa Mishima
- 2014 : Witchcraft Works : Kasumi Takamiya
- 2014 : Terra Formars : Sheila Levitt
- 2014 : Chico Chica Boumba Pepper School : Dada
- 2014[note 7] : Haikyū!! : Natsu Hinata
- 2014-2015 : One Piece : Wicca et voix additionnelles
- 2014-2015 : Foot 2 rue extrême : Zara et Cassidy (création de voix)
- 2014-2015 : Nisekoi : Marika Tachibana
- 2014-2018 : Yo-Kai-Watch : Katie Forester, Bizzeria et Sirénée
- 2014-2021 : Tom et Jerry Show : Tuffy
- 2014-2023 : L'Attaque des Titans : Christa Lenz, Petra Ral[4], Mina Carolina, Historia Reiss
- 2015 : Sailor Moon : Olivia/Sailor Saturne, Diana, Nanou (saison 5)
- 2015 : Trop cool, Scooby-Doo ! : Trudy et Ruby Lutz
- 2015 : Code Geass : Akito the Exiled (OAV) : Anna Clément / Alice Shaing
- 2015-2016 : Assassination Classroom : Irina Jelavic, Yukiko Kanzaki[4]
- 2015-2017 : Harvey Beaks : Fee
- 2015-2019 : Ours pour un et un pour t'ours : Chloé
- 2015-2019 : One Punch Man : Tatsumaki
- 2015-2020 : Shimmer et Shine : Shimmer
- depuis 2015 : My Hero Academia : Mina Ashido, Inko Midoriya, Ibara Shiozaki, Himiko Toga et Sirius
- 2016 : Kiznaiver : Nico Niiyama
- 2016 : Pokémon Générations : Inezia
- 2016-2018 : Food Wars! : Alice Nakiri
- depuis 2016 : Bienvenue chez les Loud : Lisa Loud, Lily Loud et Carlitos Casagrande
- 2017 : Wakfu : Toxine (création de voix)
- depuis 2017[note 8] : Made in Abyss : Rico
- depuis 2017 : Miraculous : Les Aventures de Ladybug et Chat Noir : Auguste et Roarr (création de voix)
- 2018 : Lost Song : Finis
- 2018 : Devils' Line : Tsukasa Taira
- 2018-2022 : Overlord : Edström (saison 2), Arche (saison 3), EvilEye (saison 4)
- 2019 : The Promised Neverland : Gilda
- 2019-2021 : Fruits Basket : Kisa Sōma et Isuzu Sōma
- 2019 : Les Œufs verts au jambon : Sandra la poule
- 2019 : Apollon le grillon et les drôles de petites bêtes : Belle la coccinelle (création de voix)
- 2019 : Arthur et les enfants de la table ronde : ? (création de voix)
- 2019-2022 : Bienvenue chez les Casagrandes : Carlitos Casagrande et Casey
- 2019-2023 : Kengan Ashura : Sayaka Katahara
- 2019-2025 : Fire Force : Haumea
- 2020 : Droners : ?
- 2020-2023 : TONIKAWA : Over the Moon for You : Chitose Kaginoji
- 2021 : Tom et Jerry à New York : Tuffy
- 2021-2022 : Johnny Test (en) : Susan Test
- 2021-2022 : Komi cherche ses mots : Komi Shōko
- depuis 2021 : Gabby et la Maison magique : Fée Minette
- 2022 : Black Rock Shooter: Dawn Fall : Black Trike
- 2022 : Romantic Killer : Riri
- 2022 : Dragon Age: Absolution (en) : voix additionnelles
- 2022 : Coma héroïque dans un autre monde : voix additionnelles
- 2023 : Vinland Saga : une fillette (doublage Crunchyroll)
- 2023 : To Your Eternity : Hisame (saison 2)
- depuis 2023 : Tiny Toons Looniversité : Fifi la Moufette
- 2024 : T'choupi à la campagne : Fanny (création de voix)
- 2024 : Re:Monster : Aoi
- 2024 : Quality Assurance in Another World (en) : Akane
- 2024 : Ranma ½ : Azusa Shiratori
- 2024 : Code Geass: Rozé of the Recapture (en) : Nina Einstein
- 2024-2025 : Fairy Tail: 100 Years Quest : Lisanna Strauss

### Jeux vidéo
- 2002 : Kingdom Hearts : Yuffie Kisaragi
- 2005 : Kingdom Hearts 2 : Yuffie Kisaragi
- 2009 : Harry Potter et le Prince de sang-mêlé : Luna Lovegood
- 2010 : Mass Effect 2 : Kasumi Goto
- 2013 : Puppeteer : Pikarina
- 2013 : Yo-kai Watch : Katie Forester
- 2015 : Elsword (en) : Lu
- 2015 : Assassin's Creed Syndicate : Jack l'Eventreur : voix additionnelles
- 2016 : Final Fantasy XV : voix additionnelles
- 2018 : World of Warcraft : Abby Lewis
- 2019 : League of Legends : Yuumi
- 2020 : Assassin's Creed Valhalla : voix additionnelles
- 2021 : Final Fantasy VII Remake Intergrade : Yuffie Kisaragi (DLC Épisode Yuffie)
- 2022 : Cookie Run: Kingdom : Cookie Chouquette
- 2024 : Final Fantasy VII Rebirth : Yuffie Kisaragi

### Émissions
- T O 3 : voix de Réglisse

### Spectacles
- Futuroscope Le Mystère de la Note Bleue : Décibelle[7][source insuffisante]